# Elisabet Ney
Franzisca Bernadina Wilhelmina Elisabeth Ney (26 de janeiro de 1833 - 29 de junho de 1907) foi uma escultora germano-americana.

## Carreira
Passou a primeira metade de sua vida e carreira na Europa, produzindo retratos de líderes famosos como Otto von Bismarck, Giuseppe Garibaldi e o rei Jorge V de Hanôver. Aos 39 anos, ela imigrou para o Texas com seu marido, Edmund Montgomery, e se tornou uma pioneira no desenvolvimento da arte lá. Entre seus trabalhos mais famosos durante seu período no Texas estavam figuras de mármore em tamanho real de Sam Houston e Stephen F. Austin, encomendas para o Capitólio do Estado do Texas. Um grande grupo de suas obras está alojado no Museu Elisabet Ney, localizado em sua casa e estúdio em Austin. Outras obras podem ser encontradas no Capitólio dos Estados Unidos, no Smithsonian American Art Museum e em numerosas coleções na Alemanha.

## Galeria

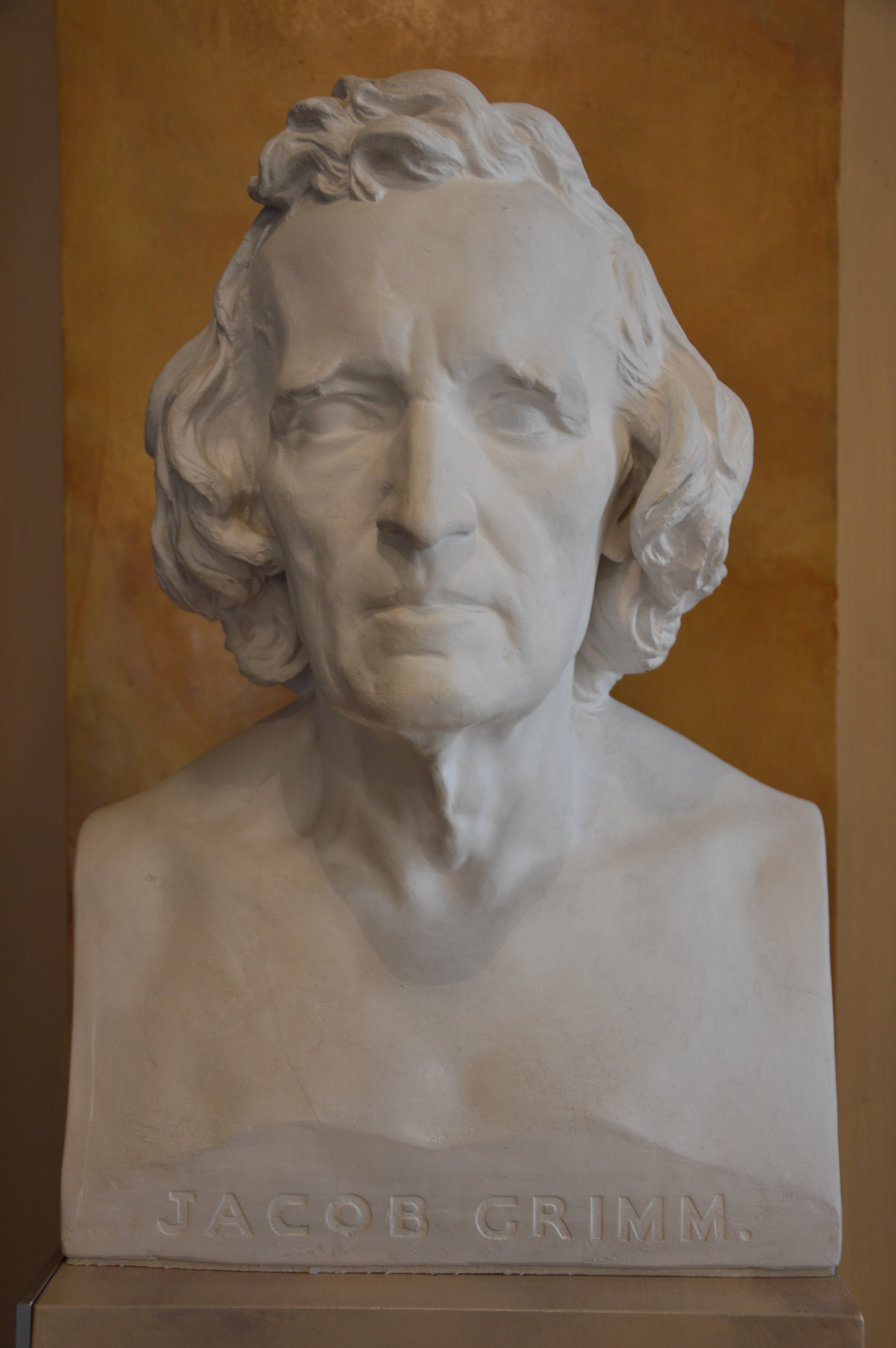
Busto do retrato de  Jacob Grimm
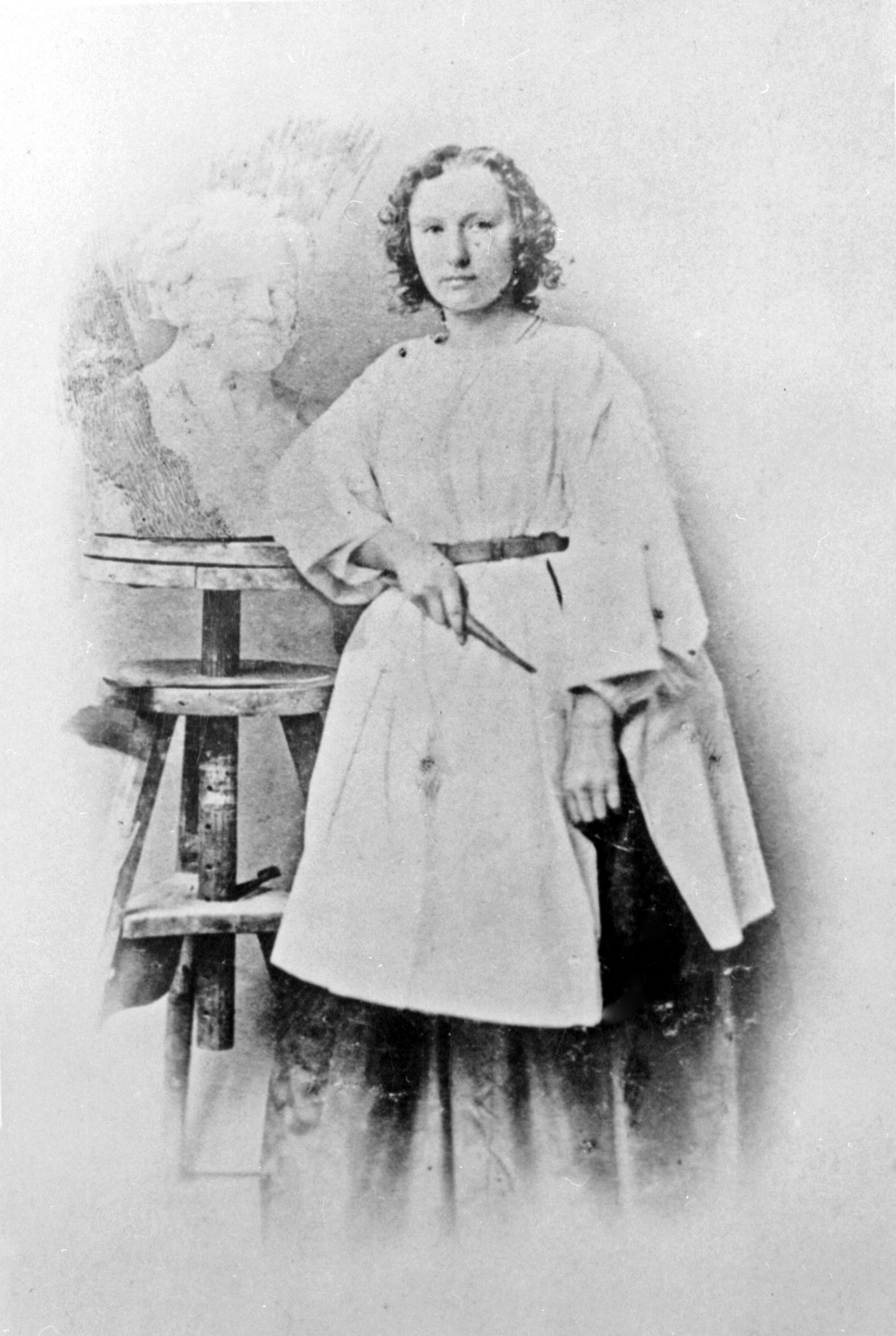
Elisabeth Ney c. 1859 com um busto de Arthur Schopenhauer
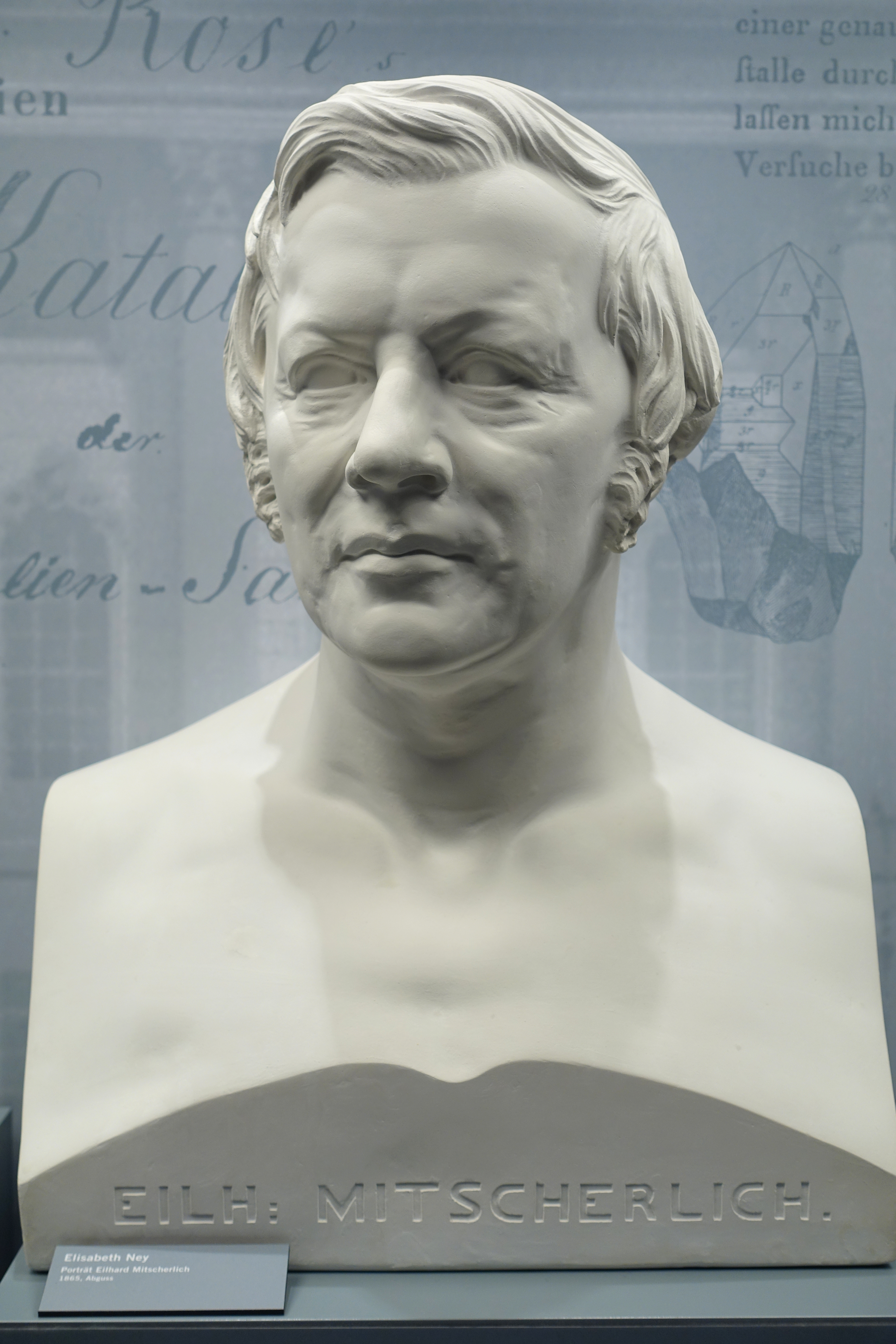
Busto do retrato de Eilhard Mitscherlich
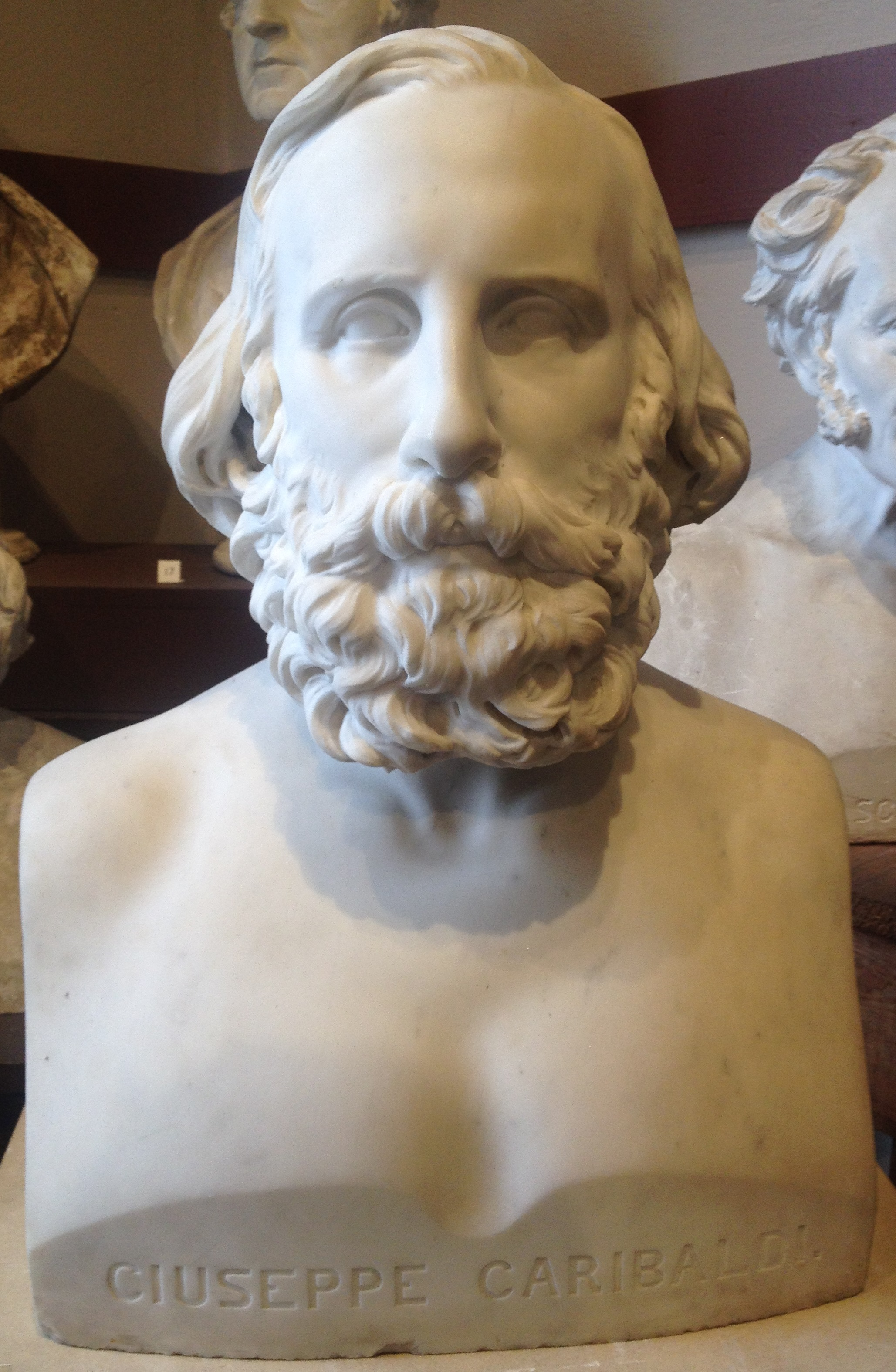
Busto do retrato de Giuseppe Garibaldi
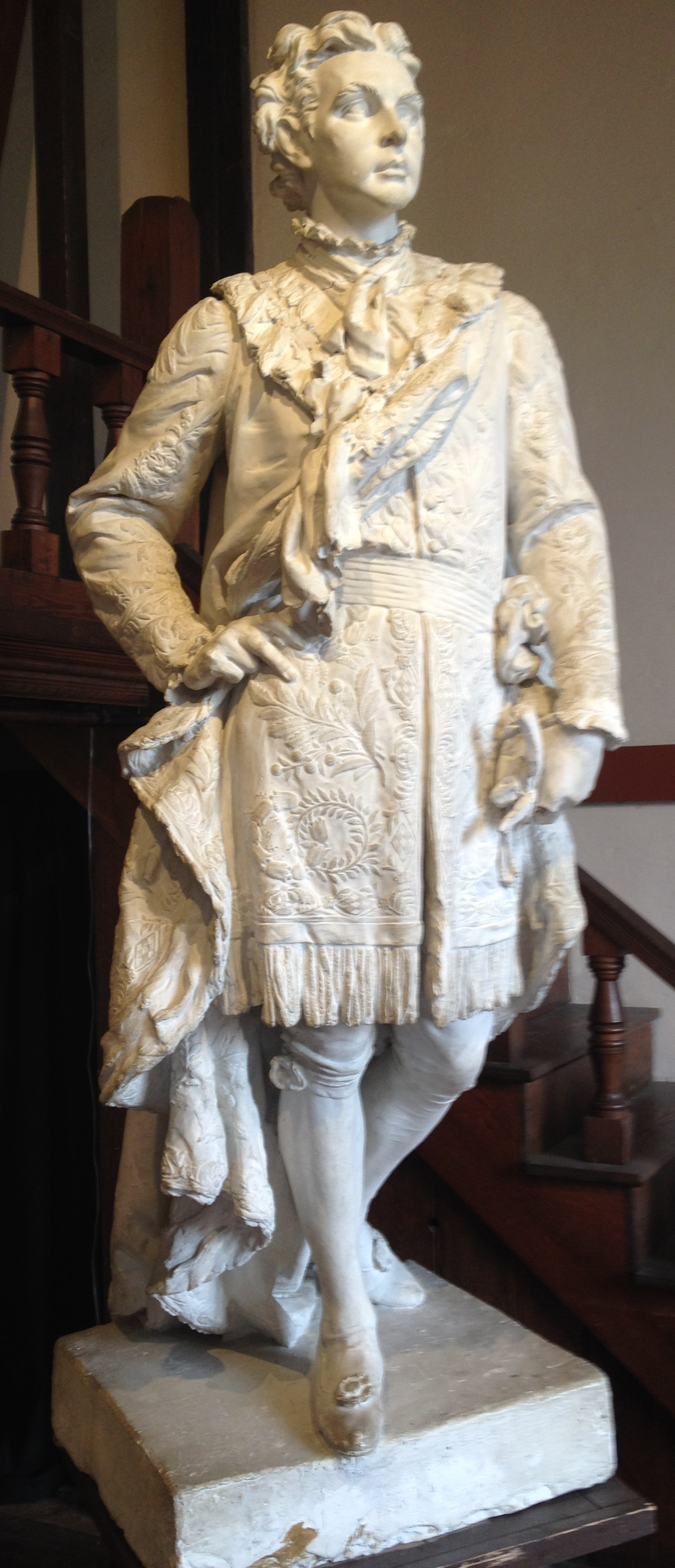
Estátua do retrato de Ludwig II da Baviera
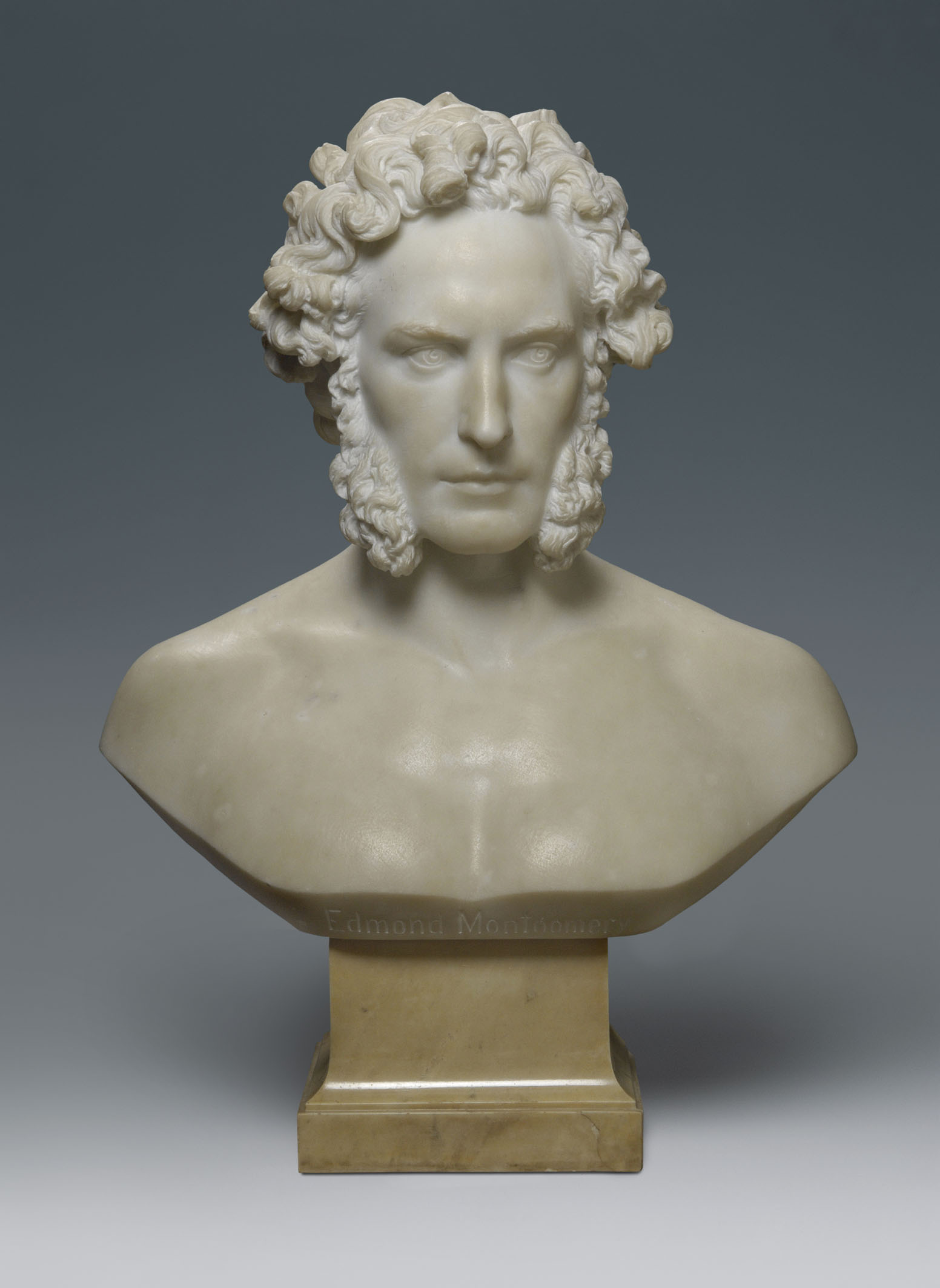
Edmund Montgomery
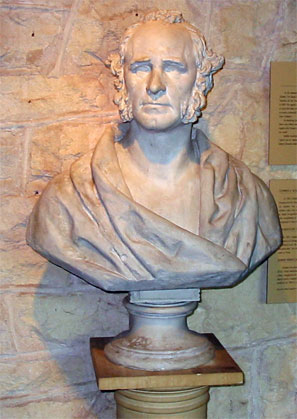
Sam Houston
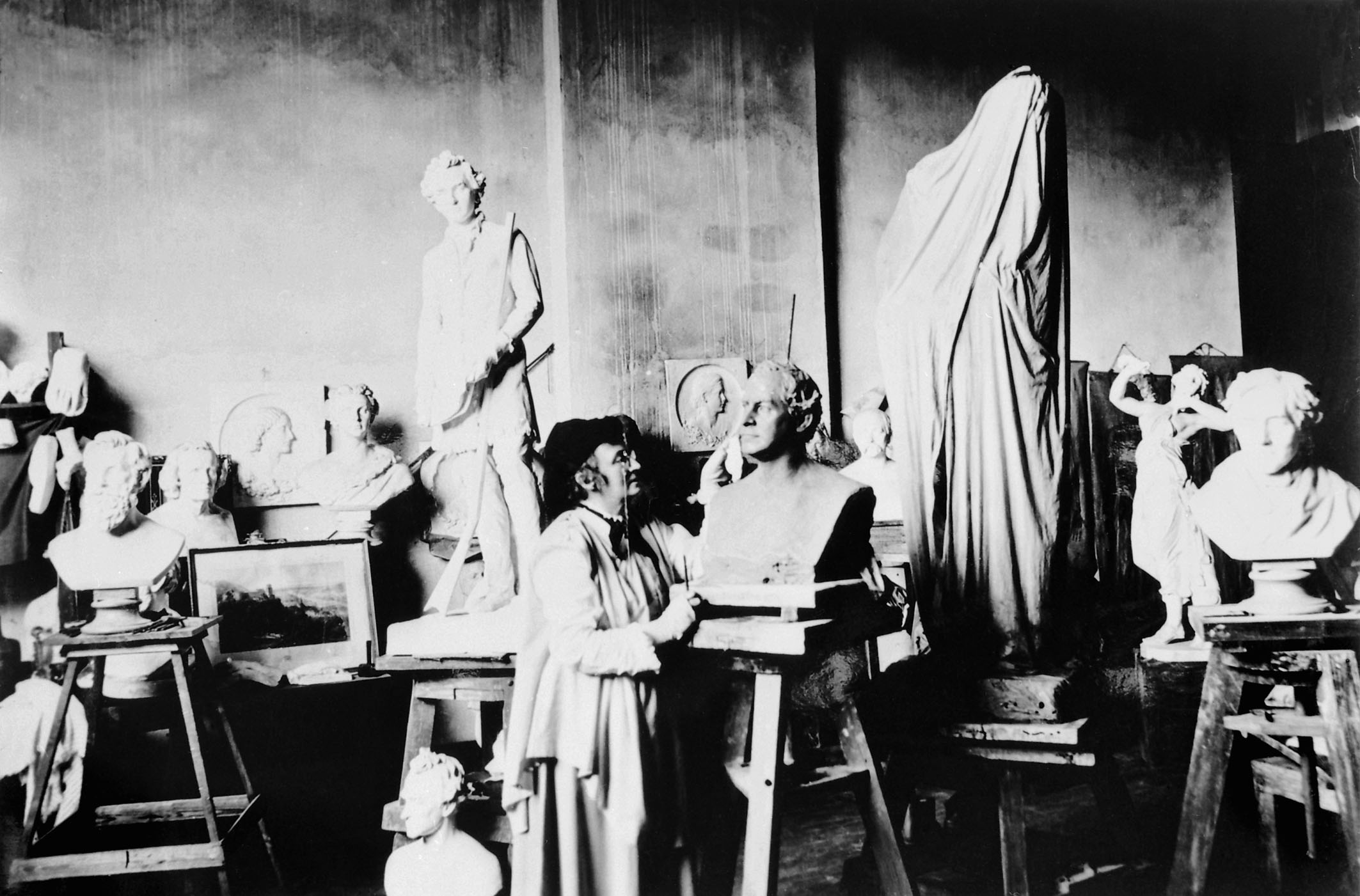
Elisabet Ney em seu Atelier no Texas por volta de 1900
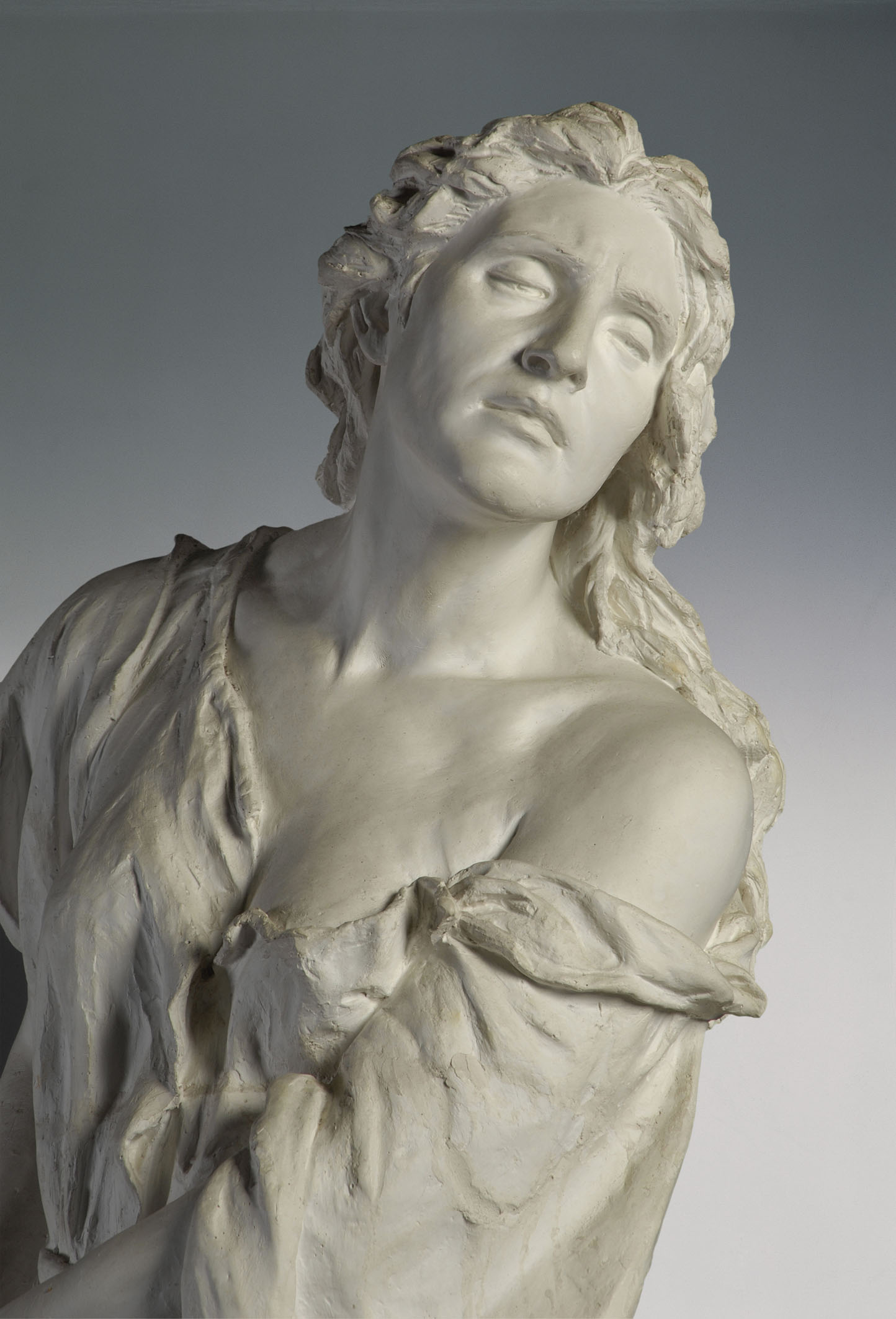
Lady Macbeth
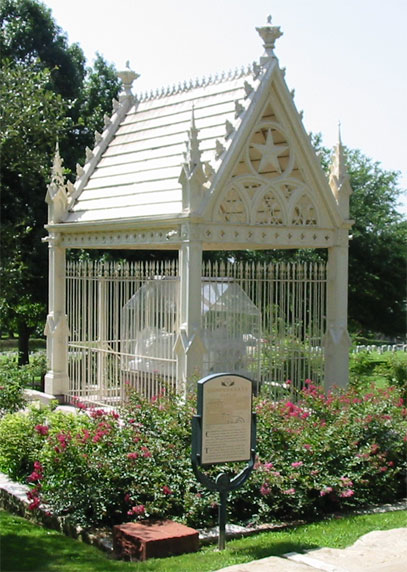
Túmulo de Albert Sidney Johnston no Cemitério do Estado do Texas
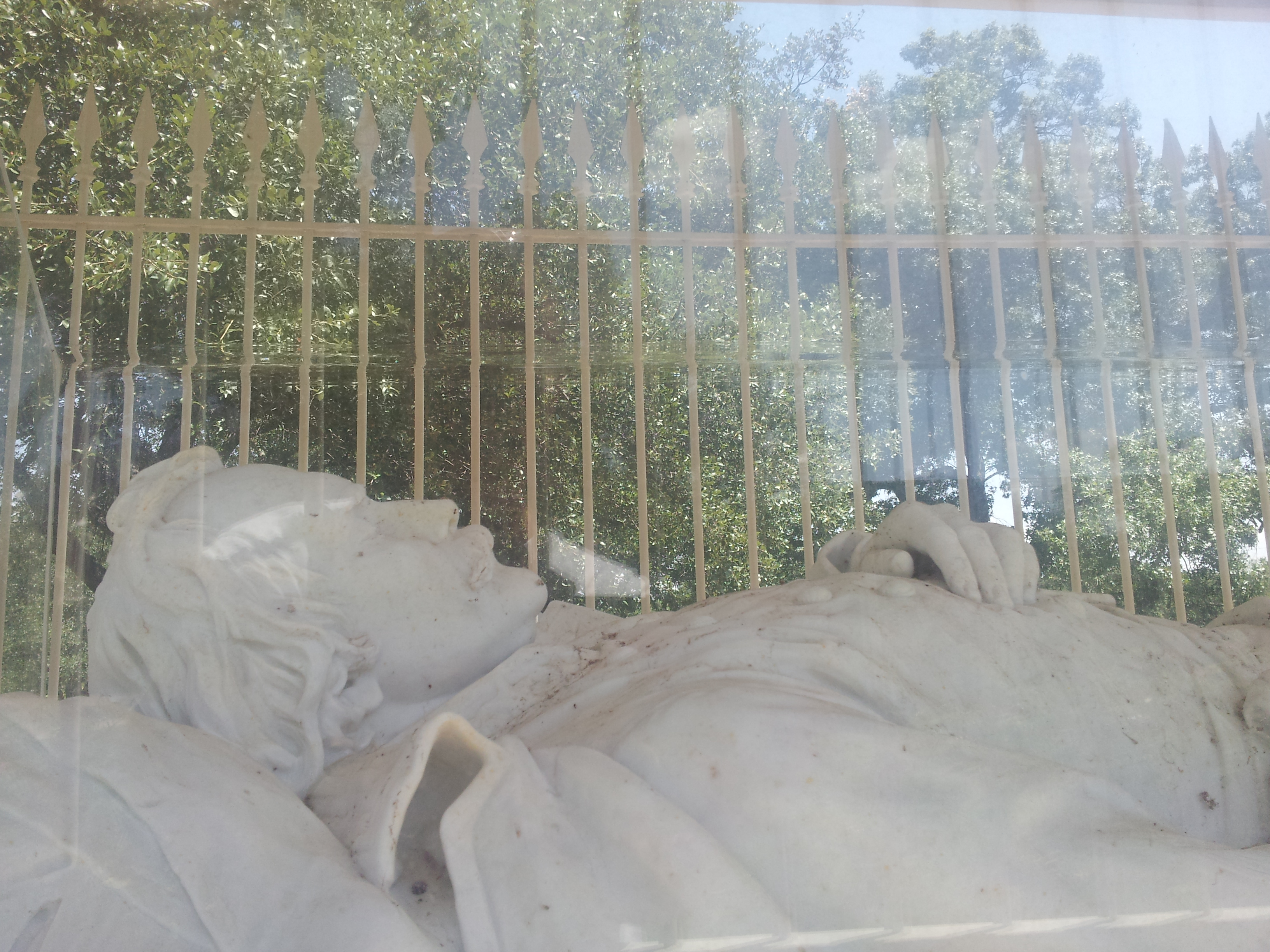
Estátua de Albert Sidney Johnston
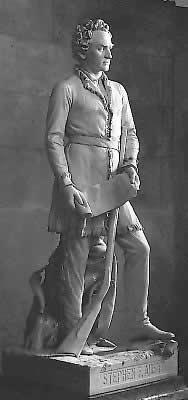
Estátua de Stephen F. Austin dada pelo Texas à National Statuary Hall Collection
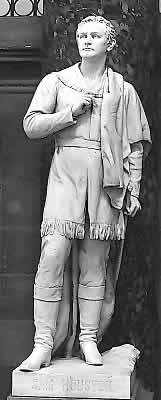
Estátua de Sam Houston dada pelo Texas à coleção National Statuary Hall
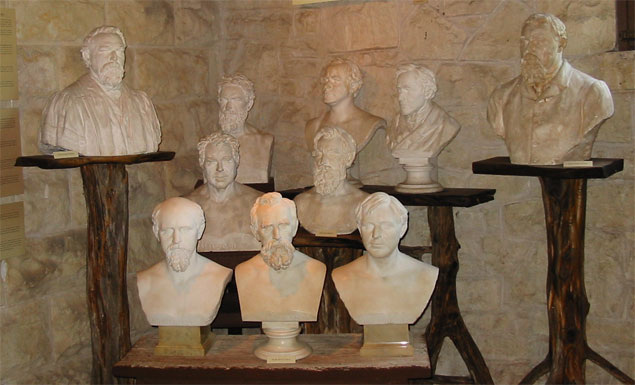
Museu Elisabet Ney